# Matthias Schömann-Finck
Matthias Schömann-Finck (* 5. März 1979 in Bernkastel-Kues) ist ein ehemaliger deutscher Ruderer.
Das Rudern lernte Schömann-Finck gemeinsam mit seinem Bruder Jost bei der Rudergesellschaft Zeltingen. Im Alter von 24 Jahren konnte er seinen ersten internationalen Erfolg mit dem Gewinn der Bronzemedaille bei den Ruder-Weltmeisterschaften 2003 feiern, die er zusammen mit Jörg Lehnigk, Nils Ipsen und Jens Wittwer im Leichtgewichts-Doppelvierer errang. In den darauffolgenden Jahren konnte  er weitere Podiumsplatzierungen auf Welt- und Europameisterschaften erreichen und 2012 reiste er als Ersatzathlet des Kaders des Deutschen Ruderverbandes mit zu den Olympischen Spielen 2012.